# کایمبانبو
کایمبانبو (به انگلیسی: Caimbambo) شهری در استان بنگوئلا واقع در کشور آنگولا است که در سال ۲۰۰۹ میلادی ۱۴٬۸۰۶ نفر جمعیت داشته است.